# Valerio Vatteroni
Valerio Vatteroni, né le 10 avril 1942, à Pise, en Italie et mort le 18 mars 2023 à Livourne sur amaranta.it, est un ancien joueur italien de basket-ball. Il est l'oncle du joueur de tennis Filippo Volandri.

## Palmarès
- Champion d'Italie 1964